# Maharajganj
Maharajganj est une ville indienne située dans le district de Maharajganj dans l’État de l'Uttar Pradesh. En 2001, sa population était de 26 272 habitants.

## Source de la traduction
- (en) Cet article est partiellement ou en totalité issu de l’article de Wikipédia en anglais intitulé « Mahrajganj, Uttar Pradesh » (voir la liste des auteurs).